# リップル (電気工学)

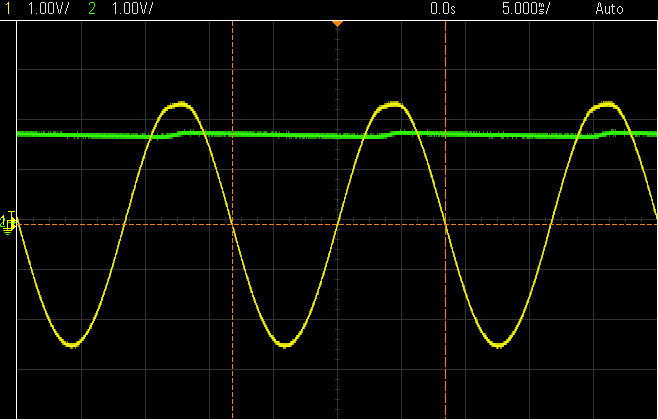
交流の電圧波形（黄色）と、直流に整流した後の電圧波形（緑色）。整流後の波形にみられる微小な波がリップル電圧である。

電気においてリップルまたはリプル（英: ripple）は、リップル電流、リップル電圧がある。リップル電流は、電流変動であり、コンデンサにおいて発熱の原因となる。リップル電圧は、電圧変動である。
ディジタルフィルタ振幅特性において、通過域または阻止域に生じる振動のことをいう。